# Standfussiana bureschi
Standfussiana bureschi är en fjärilsart som beskrevs av Tuleschkov 1932. Standfussiana bureschi ingår i släktet Standfussiana och familjen nattflyn. Inga underarter finns listade i Catalogue of Life.